# Dirty Loops
Dirty Loops är en musikgrupp från Stockholm som bildades 2008 och slog igenom 2011. Gruppen består av Jonah Nilsson (sång och piano/keyboard), Henrik Linder (basgitarr) samt Aron Mellergård (trummor).

## Musikkarriär
Bandets tre medlemmar har alla studerat musik på gymnasieskolan Södra Latin. Nilsson läste klassisk inriktning medan Linder och Mellergård valde linjen Afro/Jazz.
Efter gymnasietiden studerade de även tillsammans på Kungliga Musikhögskolan i Stockholm. Jonah Nilsson har även läst musik på folkhögskolan Betel och har tillsammans med Henrik Linder gått på Adolf Fredriks Musikskola som barn.
Dirty Loops bildades 2008 och fick sitt namn föreslaget av Danny Saucedo. Bandet slog igenom några år senare med en musikvideo på en fusionversion av Lady Gagas ”Just Dance”. Därefter fortsatte de med spelningar på Youtube och Myspace med coverversioner på bland annat Justin Bieber, Britney Spears, Adele och Lady Gaga.
I februari 2011 blev producenten och låtskrivaren Andreas Carlsson bandets manager.
3 september 2011 spelade bandet tillsammans med Danny Saucedo på svenska Rockbjörnen, Aftonbladets musikgala.
Under 2012 skrev de ett skivkontrakt hos producenten och skivbolagsdirektören David Foster och Universal Musics dotterbolag Verve. 
I slutet av 2012 reste bandet, tillsammans med David Foster och Andreas Carlsson till Japan, Kina, Indonesien, Singapore och Thailand för att medverka på turnén "David Foster & Friends".
Dirty Loops släppte sitt debutalbum Loopified under 2014. Efter albumet avslutades samarbetet med Andreas Carlsson. Ett nytt avtal slöts med den amerikanska managern Jordan Feldstein. Det resulterade i att Dirty Loops blev förband till Maroon 5. Det var en prövning för bandet som orsakade interna sprickor. Dirty Loops tog en paus och under tiden satsade Nilsson på en solokarriär.
Michael Jackson-producenten Quincy Jones upptäckte Dirty Loops på Youtube. Därefter fick Dirty Loops spela inför Jones på en klubb i Dubai. Efter det inleddes ett samarbete med Jones och hans bolag.
Efter debutalbumet släpptes singlarna "Work Shit Out" och "Next To You" under 2019, och "Rock You" under 2020. EP:n Phoenix släpptes 2020 och under 2021 samarbetade Dirty Loops med den amerikanska gitarristen Cory Wong och släppte albumet Turbo.

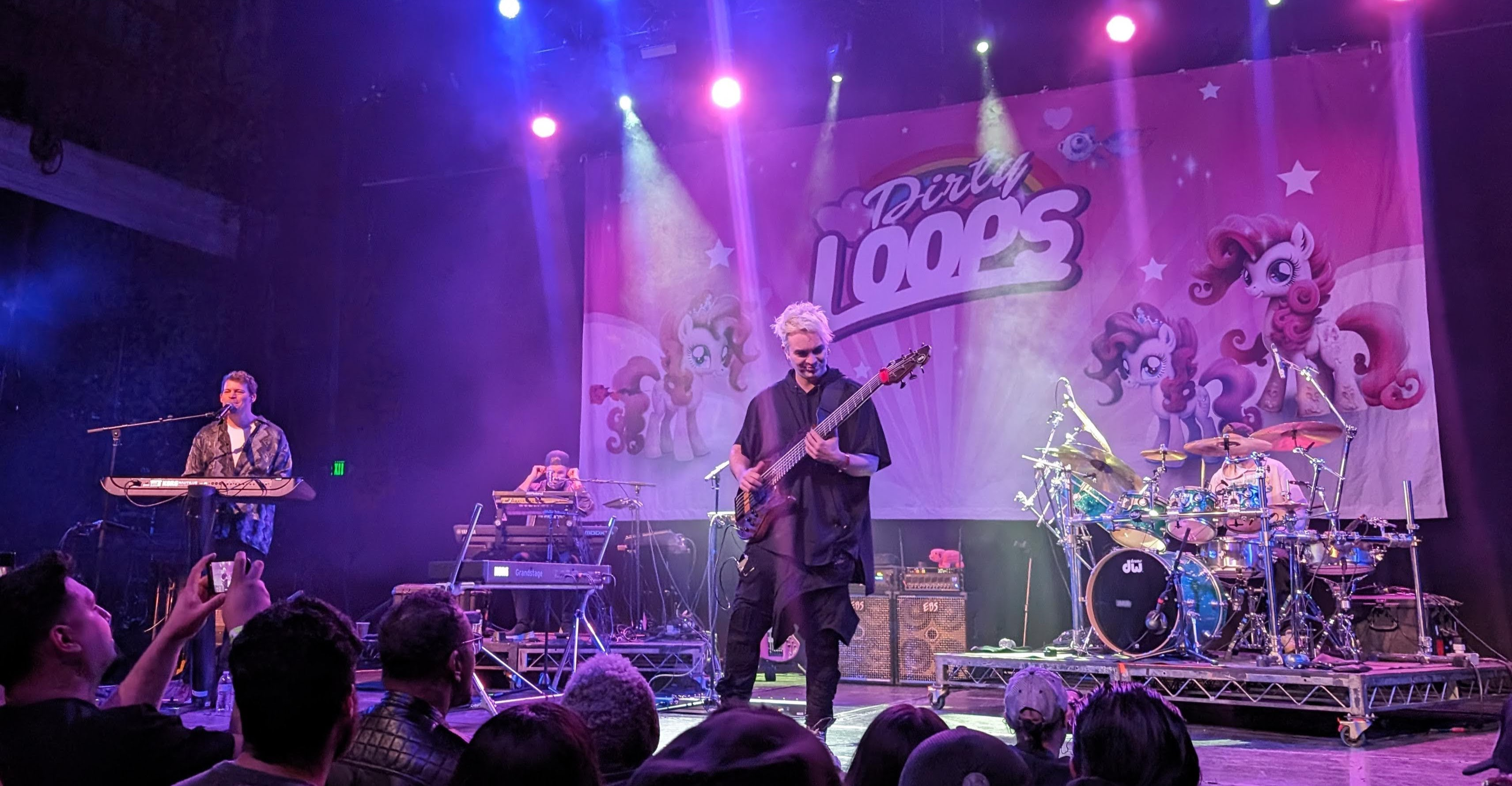
Dirty Loops uppträder i Los Angeles under turnén 2024.

År 2024 turnerade Dirty Loops i Nordamerika och Europa.